# Annick Geille
Annick Geille est une femme de lettres et journaliste française, prix du premier roman en 1981 pour Portrait d'un amour coupable, et prix Alfred-Née de l'Académie française en 1985 pour Une femme amoureuse. Elle est également la cofondatrice, avec Robert Doisneau, du magazine Femme.
Annick Geille contribue à la rubrique littéraire du site d'information en ligne Atlantico dans le cadre du blog de critiques atlantico litterati.

## Œuvres
- Le Nouvel homme, Jean-Claude Lattès, 1978.
- Portrait d'un amour coupable, Grasset, 1981.
- Une femme amoureuse, Grasset, 1984.
- La Voyageuse du soir, Gallimard, 1986.
- Les Roses électriques, Flammarion, 1990.
- Une époque en or, éditions Mazarine, 1999.
- Le Diable au cœur, Denoël, 2002.
- Femme en voie de disparition, éditions Denoël, 2005.
- Un amour de Sagan, Pauvert, 2007.
- Pour lui, Fayard, 2011.